# Snasahögarna

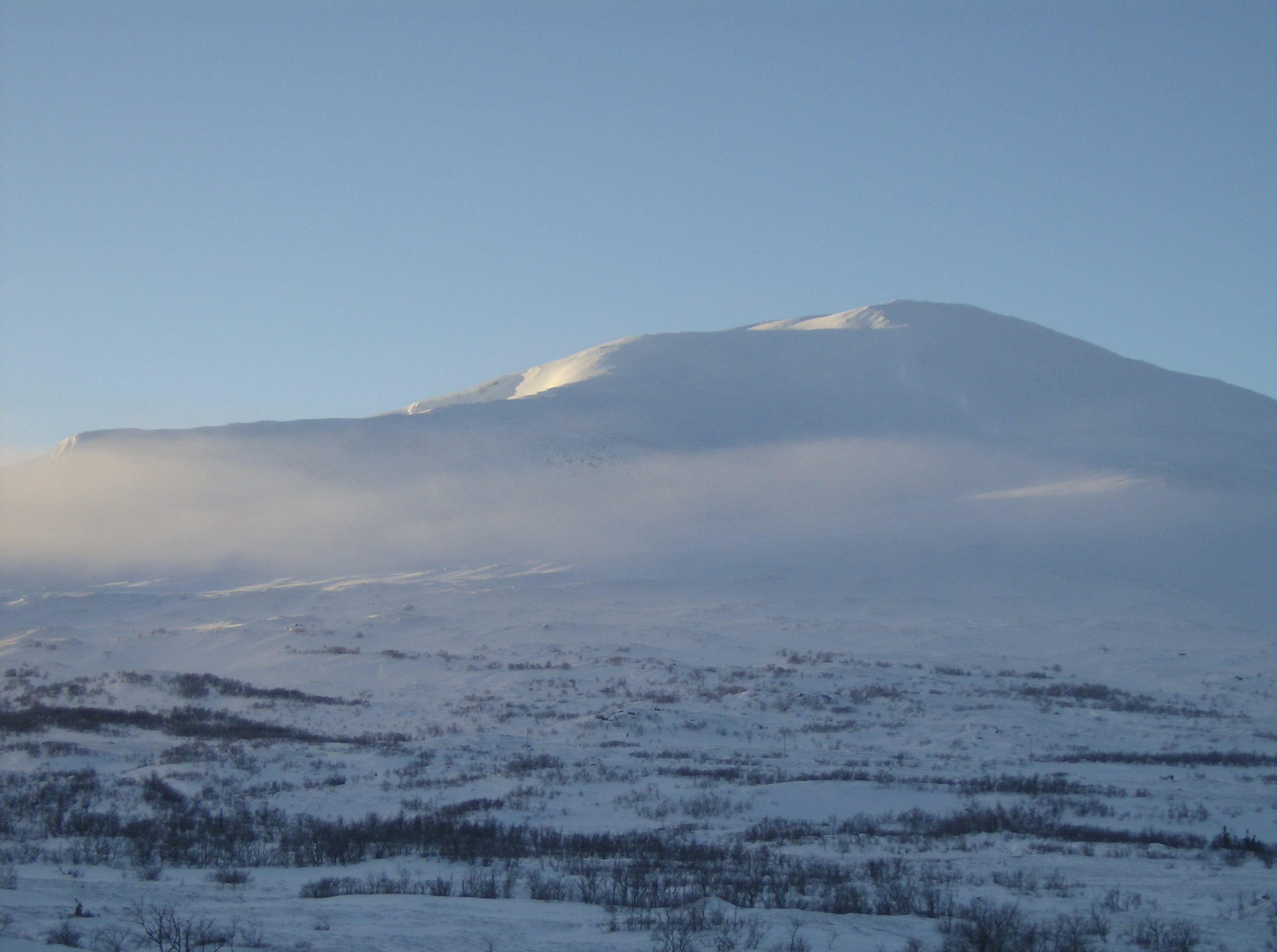
Storsnasen på vintern.

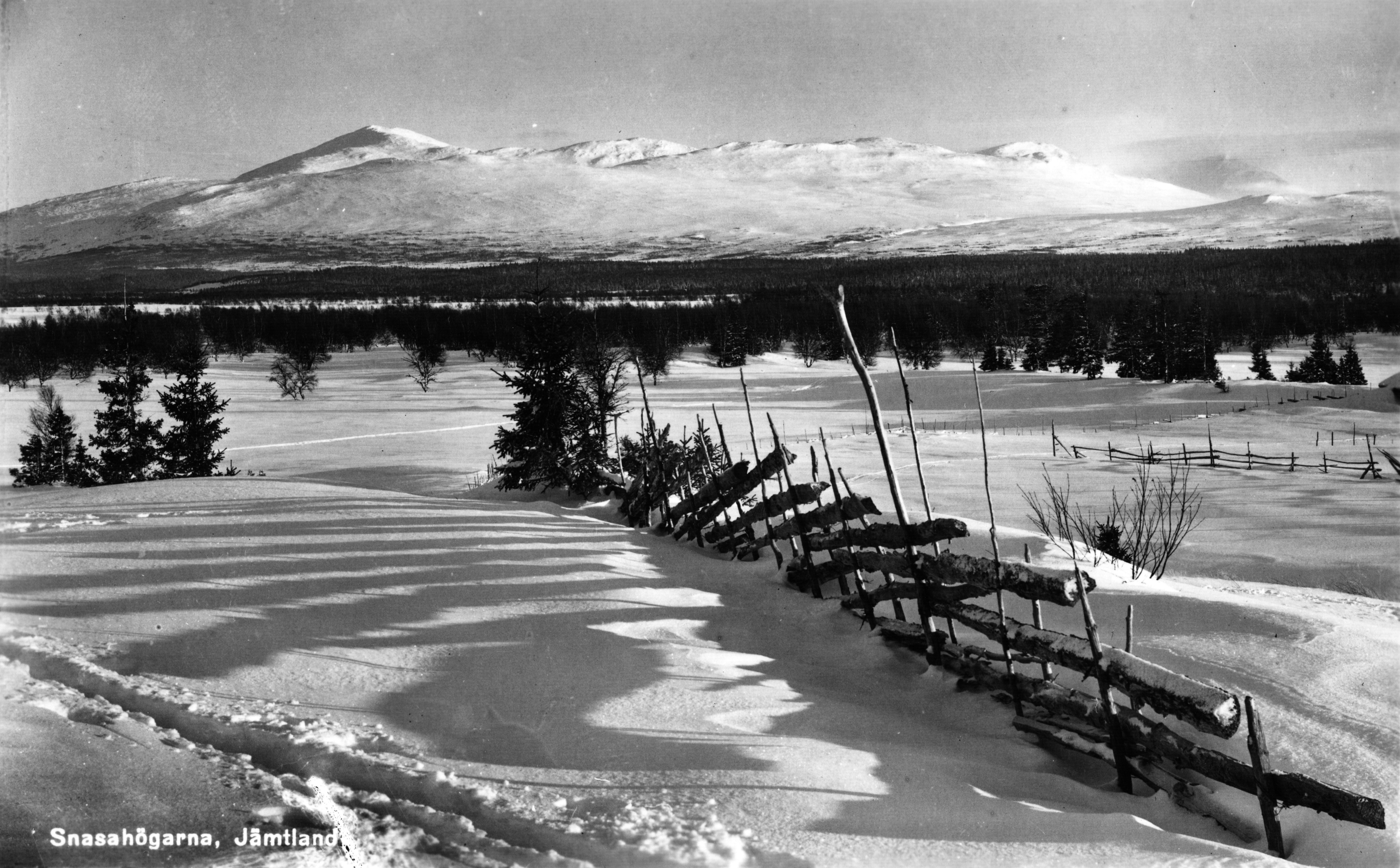
Snasahögarna, 1950-talet.

Snasahögarna är ett fjällmassiv i Jämtland, norr om Storulvån och väster om Handöl. Högsta punkten är Storsnasen, som når en höjd av 1463 meter över havet.
Sockengränsen mellan Undersåkers och Åre socknar går tvärs över Snasahögarna, så att Storsnasen ligger i Åre socken och Lillsnasen i Undersåkers socken.